# Composition des équipes au Championnat d'Europe féminin de volley-ball 2011

## Allemagne
Entraîneur : Giovanni Guidetti  ; entraîneur-adjoint : Felix Koslowski 

## Azerbaïdjan
Entraîneur : Faig Garayg  ; entraîneur-adjoint : Aleksandr Chervyakov 

## Bulgarie
Entraîneur : Dragan Baltic  ; entraîneur-adjoint : Dino Tonev 

## Croatie
Entraîneur : Damir Jurko  ; entraîneur-adjoint : Zenka Urlić 

## Espagne
Entraîneur : Gido Vermeulen  ; entraîneur-adjoint : Juan Diego Garcia Diaz

## France
Entraîneur :  Fabrice Vial ; entraîneur-adjoint :  Laurent Laval

## Israël
Entraîneur : Arie Selinger  ; entraîneur-adjoint : Gal Galili 

## Italie
Entraîneur : Massimo Barbolini  ; entraîneur-adjoint : Marco Bracci 

## Pays-Bas
Entraîneur : Avital Selinger  ; entraîneur-adjoint : Kristian van der Wel 

## Pologne
Entraîneur : Alojzy Świderek  ; entraîneur-adjoint : Wiesław Popik 

## Roumanie
Entraîneur : Darko Zakoc  ; entraîneur-adjoint : Constantin Alexe 

## Russie
Entraîneur : Vladimir Kouzioutkine  ; entraîneur-adjoint : Igor Kournossov 

## Serbie
Entraîneur : Zoran Terzić  ; entraîneur-adjoint : Brano Kovačević 

## Tchéquie
Entraîneur : Jiří Siller  ; entraîneur-adjoint : Ondřej Marek 

## Turquie
Entraîneur : Marco Aurélio Motta 

## Ukraine
Entraîneur : Volodymyr Buzaiev  ; entraîneur-adjoint : Yaroslav Nazarov 